# 姆維尼倫加縣

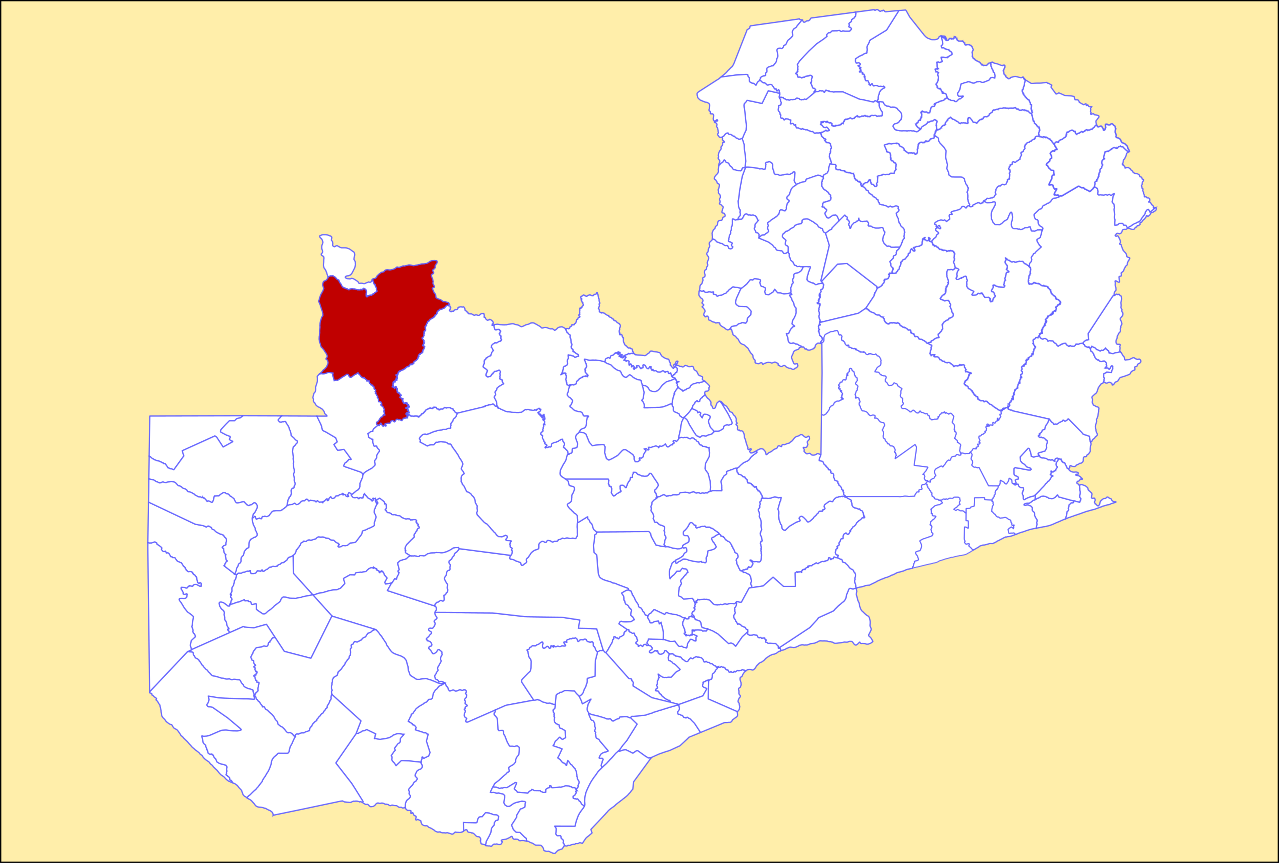

12°00′S 24°35′E / 12.000°S 24.583°E
姆維尼倫加縣（英語：Mwinilunga District），是贊比亞的縣份，位於該國西北部，由西北省負責管轄，首府設於姆維尼倫加，面積18,763平方公里，2010年人口104,317，人口密度每平方公里5.6人。